# Basedow (Meclemburgo-Pomerania Anteriore)
Basedow è un comune di 743 abitanti del Meclemburgo-Pomerania Anteriore, in Germania. Situato sulle rive del Lago di Malchin (Malchiner See) nella Terra dei laghi del Meclemburgo, appartiene dal punto di vista amministrativo al circondario della Seenplatte del Meclemburgo.

## Geografia fisica

### Collocazione
Basedow si trova a circa 87 km a sud di Rostock e circa 50 km a nord-ovest di Neubrandenburg.

## Monumenti e luoghi d'interesse
- Chiesa del villaggio (Dorfkirche), la quale conserva un pregevole organo monumentale.
- Castello di Basedow

## Galleria d'immagini

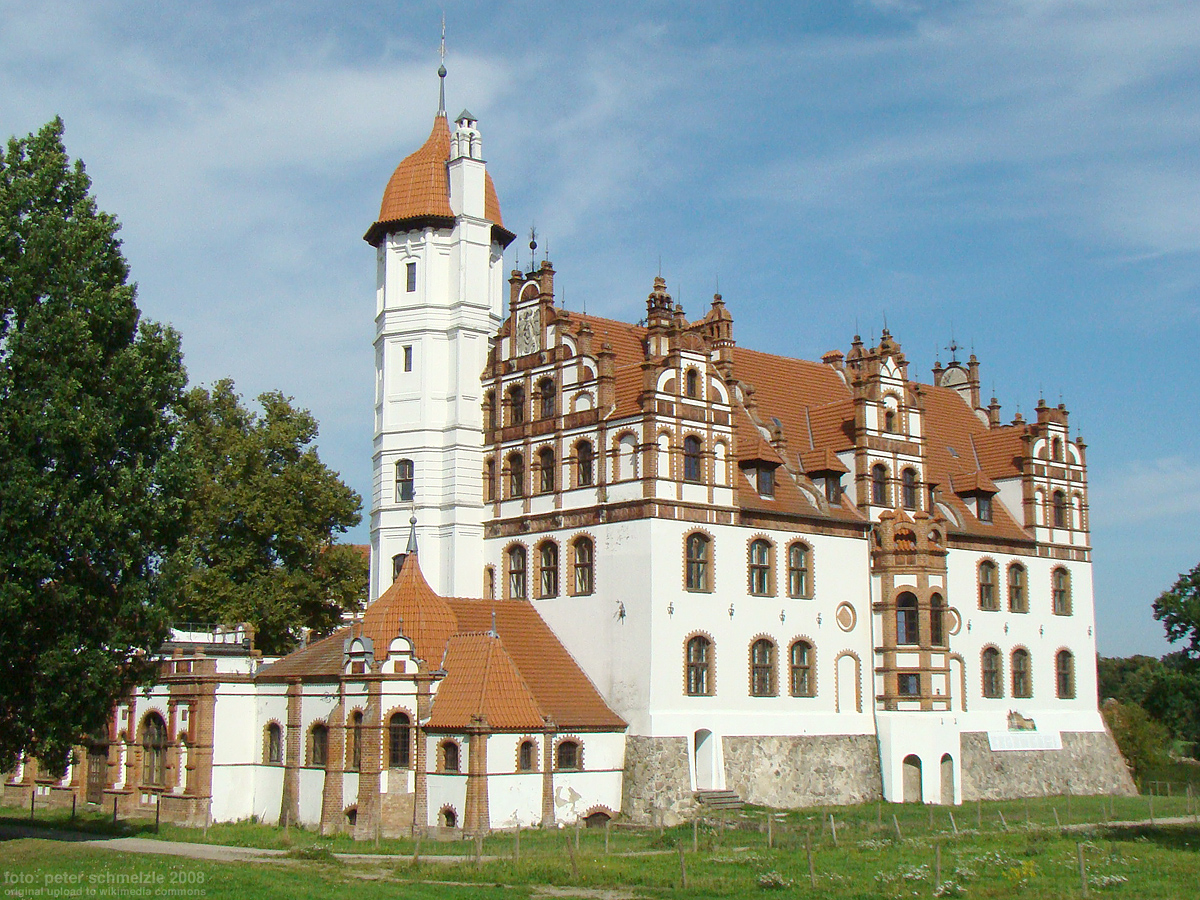
Basedow: il castello
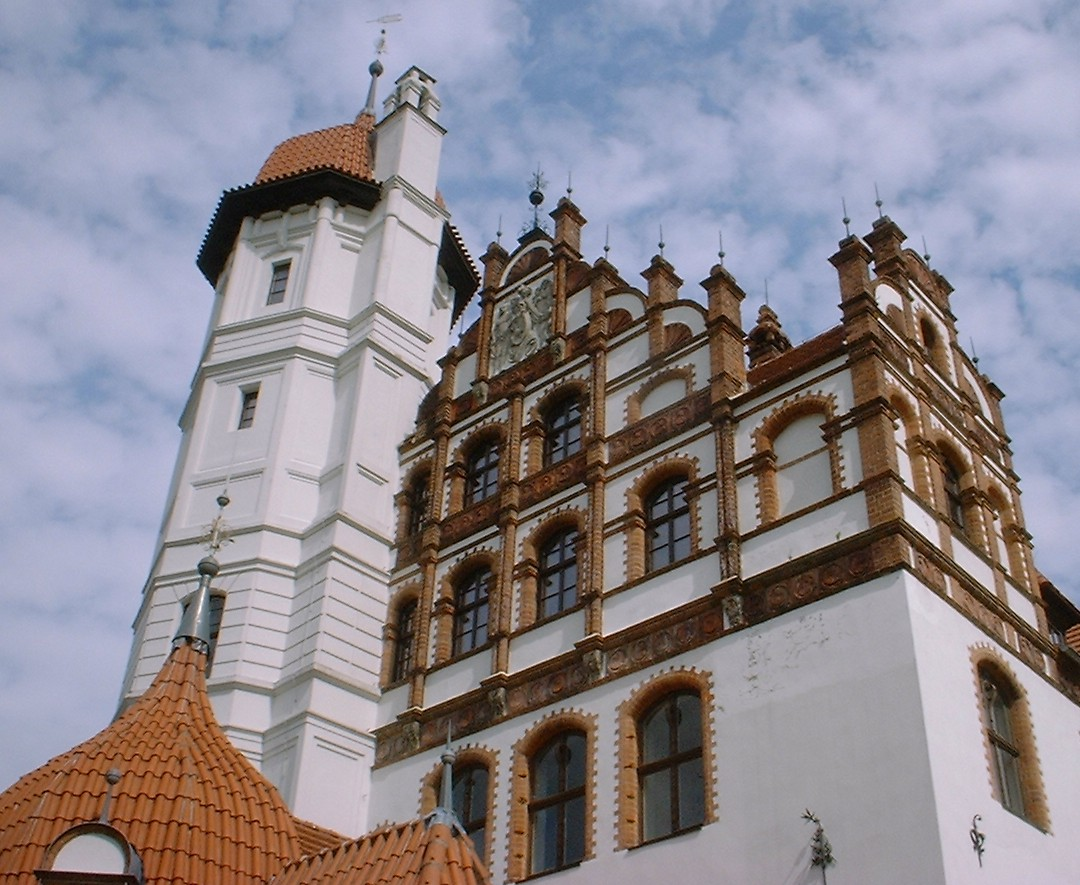
Basedow: particolare del castello